# Lázně Libverda
Lázně Libverda (en allemand : Bad Liebwerda) est une commune et une station thermale du district et de la région de Liberec, en République tchèque. Sa population s'élevait à 526 habitants en 2025.

## Géographie
Lázně Libverda se trouve dans le nord de la région historique de Bohême, près de la frontière avec la Pologne, à 17 km au nord-est de Liberec et à 106 km au nord-est de Prague.
La commune est limitée par Nové Město pod Smrkem au nord, par la Pologne à l'est, par Bílý Potok et Hejnice au sud, et par Raspenava à l'ouest.

## Histoire
La première mention écrite de la localité date de 1381.

## Transports
Par la route, Lázně Libverda se trouve à 2 km du centre de Hejnice, à 10 km de Frýdlant, à 28 km de Liberec et à 137 km de Prague.

## Jumelage
- Mirsk (Pologne)
- Świeradów-Zdrój (Pologne)
- Trzebiel (Pologne)